# Balázs Erzsébet (tornász)
Balázs Erzsébet, Baranyai Lászlóné (Budapest, 1920. október 15. – Budapest, 2014. november 24.) olimpiai ezüstérmes tornász, edző. Férje Baranyai László olimpiai bronzérmes tornász.
1938-ban kezdett tornázni a BSE-ben. 1941-ben a Postásba igazolt. 1943-tól hétszer nyert aranyérmet a magyar csapatbajnokságon (1952-ben a Szakszervezetek, 1953-ban Budapest színeiben versenyezve). 1948-ban a sérült Keleti Ágnes helyére került be a végül ezüstérmes csapatba. 1949-ben a főiskolai világbajnokságon lett csapatban ezüstérmes.
1952-től edzőként és versenybíróként is tevékenykedett. 1971-ig a Bp. Honvéd trénere volt. 1972-től 1973-ig a Debreceni Városi SI-nél vezette az edzéseket. 1974-től 1977-ig a magyar válogatott edzője volt.

## Díjai, elismerései
- Magyar Köztársasági Sportérdemérem ezüst fokozat (1949)[4]
- A Magyar Népköztársaság kiváló sportolója (1951)[5]
- Magyar Tornaszövetség jubileumi plakettje (2010)